# Campionato mondiale di hockey su ghiaccio femminile Under-18 2009
Il 2º Campionato mondiale di hockey su ghiaccio femminile U-18 è stato assegnato dall'International Ice Hockey Federation alla Germania, che lo ha ospitato a Füssen nel periodo tra il 5 e il 10 gennaio 2009. Gli incontri si sono disputati in due diverse piste, la Füssen Arena e il Füssen Rink II. Nella finale gli Stati Uniti si sono confermati campioni sconfiggendo il Canada con il punteggio di 3-2 all'overtime. Al terzo posto è giunta la Svezia, che ha avuto la meglio sulla Rep. Ceca per 9-1. Per la prima volta si è organizzato un Campionato di Prima Divisione, comprendente cinque squadre, fra le quali la prima classificata ottiene la promozione nel Gruppo A.

## Campionato di gruppo A

### Partecipanti
Al torneo prendono parte 8 squadre:
| 6 dall'Europa     | Finlandia | Germania    |
| 6 dall'Europa     | Rep. Ceca | Russia      |
| 6 dall'Europa     | Svezia    | Svizzera    |
| 2 dal Nordamerica | Canada    | Stati Uniti |

### Gironi preliminari
Le otto squadre partecipanti sono state divise in due gironi da 4 cinque squadre ciascuno: le compagini che si classificano al primo e al secondo posto accedono alle semifinali. Le terze e le quarte classificate di ciascun raggruppamento disputano invece il girone per non retrocedere in Prima Divisione.

#### Girone A
| Füssen 5 gennaio 2009, ore 19:30 UTC+1 | Stati Uniti | 17 – 0 (9-0; 4-0; 4-0) referto | Russia | Füssen Rink II (104 spett.) |

| Füssen 5 gennaio 2009, ore 20:00 UTC+1 | Svezia | 8 – 1 (1-1; 1-0; 6-0) referto | Germania | Füssen Arena (650 spett.) |

| Füssen 6 gennaio 2009, ore 19:30 UTC+1 | Svezia | 6 – 1 (1-1; 3-0; 2-0) referto | Russia | Füssen Rink II (53 spett.) |

| Füssen 6 gennaio 2009, ore 20:00 UTC+1 | Germania | 0 – 11 (0-4; 0-5; 0-2) referto | Stati Uniti | Füssen Arena (550 spett.) |

| Füssen 7 gennaio 2009, ore 19:30 UTC+1 | Stati Uniti | 9 – 2 (3-0; 2-1; 4-1) referto | Svezia | Füssen Rink II (201 spett.) |

| Füssen 7 gennaio 2009, ore 20:00 UTC+1 | Russia | 5 – 2 (1-0; 1-0; 3-2) referto | Germania | Füssen Arena (300 spett.) |

| Pos. |             | PG | V | VOT | POT | P | GF | GS | DR  | Pt |
| 1.   | Stati Uniti | 3  | 3 | 0   | 0   | 0 | 35 | 2  | +33 | 9  |
| 2.   | Svezia      | 3  | 2 | 0   | 0   | 1 | 16 | 11 | +5  | 6  |
| 3.   | Russia      | 3  | 1 | 0   | 0   | 2 | 6  | 25 | -19 | 3  |
| 4.   | Germania    | 3  | 0 | 0   | 0   | 3 | 3  | 24 | -21 | 0  |

#### Girone B
| Füssen 5 gennaio 2009, ore 16:00 UTC+1 | Rep. Ceca      | 1 – 1 (d.t.s.) (1-1; 0-0; 0-0; 0-0) referto | Finlandia | Füssen Rink II (86 spett.) |
| Shootout 0 – 1                         |                |                                             |           |                            |
|                                        |                |                                             |           |                            |
|                                        | Shootout 0 – 1 |                                             |           |                            |

| Füssen 5 gennaio 2009, ore 16:30 UTC+1 | Canada | 16 – 1 (4-0; 6-1; 6-0) referto | Svizzera | Füssen Arena (166 spett.) |

| Füssen 6 gennaio 2009, ore 16:00 UTC+1 | Rep. Ceca | 7 – 3 (2-1; 1-0; 4-2) referto | Svizzera | Füssen Rink II (161 spett.) |

| Füssen 6 gennaio 2009, ore 16:30 UTC+1 | Finlandia | 0 – 6 (0-1; 0-3; 0-2) referto | Canada | Füssen Arena (310 spett.) |

| Füssen 7 gennaio 2009, ore 16:00 UTC+1 | Svizzera | 4 – 3 (0-1; 4-2; 0-0) referto | Finlandia | Füssen Rink II (78 spett.) |

| Füssen 7 gennaio 2009, ore 16:30 UTC+1 | Canada | 13 – 0 (3-0; 4-0; 6-0) referto | Rep. Ceca | Füssen Arena (150 spett.) |

| Pos. |           | PG | V | VOT | POT | P | GF | GS | DR  | Pt |
| 1.   | Canada    | 3  | 3 | 0   | 0   | 0 | 35 | 1  | +34 | 9  |
| 2.   | Rep. Ceca | 3  | 1 | 0   | 1   | 1 | 8  | 18 | -10 | 4  |
| 3.   | Svizzera  | 3  | 1 | 0   | 0   | 2 | 8  | 26 | -18 | 3  |
| 4.   | Finlandia | 3  | 0 | 1   | 0   | 2 | 5  | 11 | -6  | 2  |

### Girone per non retrocedere
Le terze classificate affrontano le squadre giunte quarte nell'altro gruppo e le vincenti dei due incontri si affrontano nella finale per il 5º e il 6º posto; le perdenti invece si sfidano in una gara secca per evitare la retrocessione in Prima Divisione.
| Füssen 9 gennaio 2009, ore 16:00 UTC+1 | Svizzera       | 1 – 1 (d.t.s.) (0-0; 1-1; 0-0; 0-0) referto | Germania | Füssen Rink II (225 spett.) |
| Shootout 0 – 1                         |                |                                             |          |                             |
|                                        |                |                                             |          |                             |
|                                        | Shootout 0 – 1 |                                             |          |                             |

| Füssen 9 gennaio 2009, ore 19:30 UTC+1 | Russia | 1 – 2 (d.t.s.) (1-0; 0-1; 0-0) referto | Finlandia | Füssen Rink II (85 spett.) |

#### Finale per il 7º-8º posto
| Füssen 10 gennaio 2009, ore 12:00 UTC+1 | Svizzera       | 2 – 2 (d.t.s.) (1-2; 1-0; 0-0; 0-0) referto | Russia | Füssen Rink II (97 spett.) |
| Shootout 0 – 1                          |                |                                             |        |                            |
|                                         |                |                                             |        |                            |
|                                         | Shootout 0 – 1 |                                             |        |                            |

#### Finale per il 5º posto
| Füssen 10 gennaio 2009, ore 15:30 UTC+1 | Germania | 1 – 2 (1-0; 0-1; 0-1) referto | Finlandia | Füssen Rink II (274 spett.) |

### Fase ad eliminazione diretta
|  | Semifinali | Semifinali  | Semifinali  |             |        | Finale          | Finale          | Finale          |  |
|  |            |             |             |             |        |                 |                 |                 |  |
|  | A2         | Svezia      | 1           |             |        |                 |                 |                 |  |
|  | A2         | Svezia      | 1           |             |        |                 |                 |                 |  |
|  | B1         | Canada      | 6           |             |        |                 |                 |                 |  |
|  | B1         | Canada      | 6           |             | Canada | Canada          | 2               |                 |  |
|  |            |             |             |             | Canada | Canada          | 2               |                 |  |
|  |            |             | Stati Uniti | Stati Uniti | 3      |                 |                 |                 |  |
|  | B2         | Rep. Ceca   | Stati Uniti | Stati Uniti | 3      | 0               |                 |                 |  |
|  | B2         | Rep. Ceca   |             |             |        | 0               |                 |                 |  |
|  | A1         | Stati Uniti | 18          |             |        | Finale 3º posto | Finale 3º posto | Finale 3º posto |  |
|  | A1         | Stati Uniti | 18          |             |        |                 |                 |                 |  |
|  |            |             |             |             |        |                 |                 |                 |  |
|  |            |             |             |             |        | Svezia          | Svezia          | 9               |  |
|  |            |             |             |             |        | Svezia          | Svezia          | 9               |  |
|  |            |             |             |             |        | Rep. Ceca       | Rep. Ceca       | 1               |  |

#### Semifinali
| Füssen 9 gennaio 2009, ore 16:30 UTC+1 | Canada | 6 – 1 (0-0; 3-1; 3-0) referto | Svezia | Füssen Arena (200 spett.) |

| Füssen 9 gennaio 2009, ore 20:00 UTC+1 | Stati Uniti | 18 – 0 (8-0; 6-0; 4-0) referto | Rep. Ceca | Füssen Arena (300 spett.) |

#### Finale per il 3º posto
| Füssen 10 gennaio 2009, ore 14:00 UTC+1 | Svezia | 9 – 1 (4-0; 3-0; 2-1) referto | Rep. Ceca | Füssen Arena (120 spett.) |

#### Finale
| Füssen 10 gennaio 2009, ore 17:30 UTC+1 | Stati Uniti | 3 – 2 (d.t.s.) (1-0; 1-1; 0-1) referto | Canada | Füssen Arena (700 spett.) |

### Classifica marcatrici
| Giocatrice          | PG | G | A  | Pt | +/- | MP |
| ------------------- | -- | - | -- | -- | --- | -- |
| Amanda Kessel       | 5  | 6 | 13 | 19 | +17 | 2  |
| Kendall Coyne       | 5  | 8 | 7  | 15 | +14 | 2  |
| Melodie Daoust      | 5  | 6 | 6  | 12 | +11 | 4  |
| Cecilia Ostberg     | 5  | 6 | 6  | 12 | +8  | 4  |
| Marie-Philip Poulin | 5  | 5 | 7  | 12 | +10 | 2  |
| Jessica Wong        | 5  | 4 | 8  | 12 | +10 | 0  |
| Madison Packer      | 5  | 6 | 5  | 11 | +13 | 14 |
| Brittany Ammerman   | 5  | 5 | 5  | 10 | +16 | 2  |
| Klara Myren         | 5  | 2 | 8  | 10 | +4  | 14 |
| Brianna Decker      | 5  | 8 | 1  | 9  | +15 | 4  |

### Classifica portieri
| Giocatrice         | Min    | TC  | GS | SO | MGS  | Sv%   |
| ------------------ | ------ | --- | -- | -- | ---- | ----- |
| Alex Rigsby        | 186:47 | 76  | 4  | 1  | 1.28 | 94.74 |
| Anna Prugova       | 255:25 | 224 | 17 | 0  | 3.99 | 92.41 |
| Roxanne Douville   | 186:47 | 48  | 4  | 1  | 1.28 | 91.67 |
| Susanna Airaksinen | 307:12 | 143 | 13 | 0  | 2.54 | 90.91 |
| Jule Flotgen       | 266:31 | 204 | 21 | 0  | 4.73 | 89.71 |

### Classifica finale
| Pos | Squadra     |
| --- | ----------- |
| 1   | Stati Uniti |
| 2   | Canada      |
| 3   | Svezia      |
| 4   | Rep. Ceca   |
| 5   | Finlandia   |
| 6   | Germania    |
| 7   | Russia      |
| 8   | Svizzera    |

| Promossa nel Gruppo A:         | Giappone |
| Retrocessa in Prima divisione: | Svizzera |

#### Riconoscimenti
Riconoscimenti individuali
| Premio             | Giocatrice    |
| ------------------ | ------------- |
| Miglior portiere   | Alex Rigsby   |
| Miglior difensore  | Alev Kelter   |
| Miglior attaccante | Amanda Kessel |

## Prima Divisione
Il Campionato di Prima Divisione si è svolto in un unico girone all'italiana a Chambéry, in Francia, fra il 28 dicembre 2008 e il 2 gennaio 2009.
| Pos. |            | PG | V | VOT | POT | P | GF | GS | DR  | Pt |
| 1.   | Giappone   | 4  | 4 | 0   | 0   | 0 | 18 | 5  | +13 | 12 |
| 2.   | Francia    | 4  | 2 | 1   | 0   | 1 | 9  | 7  | +2  | 9  |
| 3.   | Slovacchia | 4  | 2 | 0   | 1   | 1 | 11 | 14 | -3  | 6  |
| 4.   | Austria    | 4  | 1 | 0   | 0   | 3 | 8  | 13 | +5  | 2  |
| 5.   | Norvegia   | 4  | 0 | 0   | 0   | 4 | 9  | 16 | -7  | 0  |

| Promossa nel Gruppo A:   | Giappone |
| Retrocessa dal Gruppo A: | Svizzera |